# Kråketorpsskogen (Jönköpings län)
Kråketorpskogen är ett naturreservat  i Småland som administrativt är uppdelad i två delar. Den södra delen, Kråketorpsskogen (Kronobergs län), ligger i Asa socken i Växjö kommun i Kronobergs län. Denna den norra delen ligger i Fröderyds socken i Vetlanda kommun och Hultsjö socken i Sävsjö kommun i Jönköpings län.
Denna den norra delen av reservatet är skyddad sedan 1999 och är 44 hektar stor. 
Naturreservatet består av gammal urskogsliknande barrblandskog. Olika former av kärr och sumpskogar finns längs Musterydsån som rinner genom naturreservatet. Denna den norra delen i Jönköpings län omfattar riksintresseområdet Skoggölen med omgivande kärr. I den här miljön trivs många skogsfågelarter. 
Denna den norra del av naturreservatet ingår i EU:s ekologiska nätverk, Natura 2000.